# Große Synagoge Bar (Winnyzja)

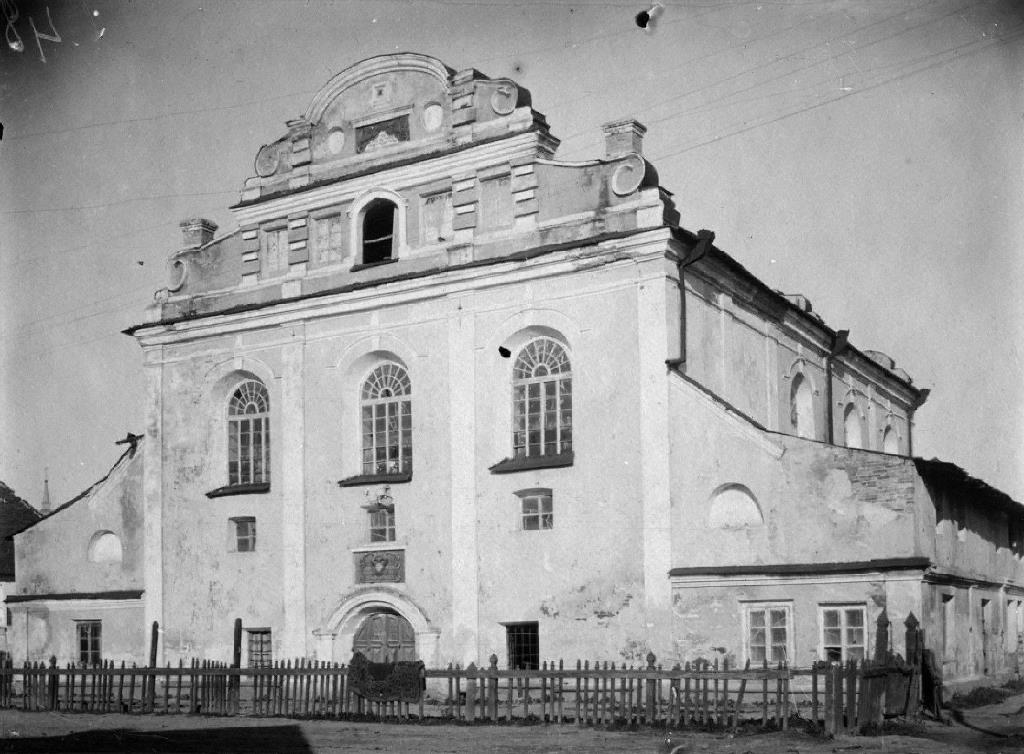
Synagoge in Bar (1929/30)

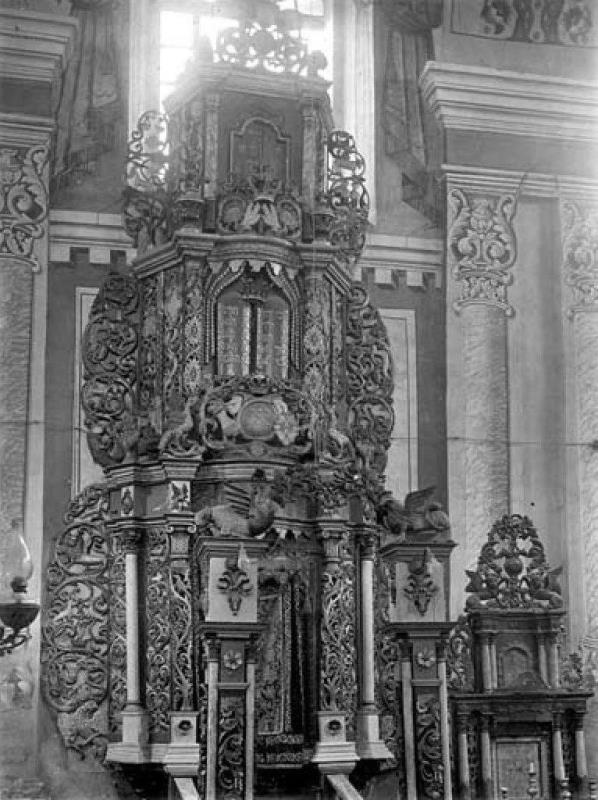
Innenansicht mit Toraschrein

Die Große Synagoge in Bar, einer Stadt in der Oblast Winnyzja im Zentrum der Ukraine, wurde 1717 errichtet.
Anfang des 20. Jahrhunderts war mehr als die Hälfte der Einwohner von Bar jüdischen Glaubens.
Die Synagoge wurde während des Zweiten Weltkriegs zerstört.